# Mallotus metcalfianus
Mallotus metcalfianus är en törelväxtart som beskrevs av Léon Camille Marius Croizat. Mallotus metcalfianus ingår i släktet Mallotus och familjen törelväxter. Inga underarter finns listade i Catalogue of Life.